# Der Songschreiber
Der Songschreiber (Originaltitel: Songwriter) ist ein US-amerikanischer Film aus dem Jahr 1984 von Alan Rudolph. Der Film erhielt eine Oscar-Nominierung in der Kategorie Beste Originalmusik für Kris Kristofferson.

## Handlung
Doc Jenkins ist ein Country- und Westernkomponist, der sich mit hinterhältigen Tricks aus seinen rechtlichen Verwicklungen mit einem Gangsterunternehmer aus Nashville befreit, der alle Einnahmen aus seinen Songs einstreicht.
Doc ist es leid, auf Tournee zu gehen und kein Geld mit seiner Musik zu verdienen. Deshalb kümmert er sich nun um die Karriere seines ehemaligen Gesangspartners Blackie Buck. Doc nimmt eine neue Klientin auf – die Sängerin Gilda. Er will sich mit seiner Ex-Frau Honey versöhnen und wieder festen Boden unter die Füße bekommen.

## Vorlage
Der Film ist eine satirische Komödie über einen Künstler, der seine Freiheit sucht. Der Stoff basiert lose auf Willie Nelsons Leben, seiner Legende und seinen Finanzen. Sein Song Night Life zum Beispiel, den er 1961 für 150 Dollar verkaufte, wurde von mehr als 70 Künstlern aufgenommen und verkaufte sich über 30 Millionen Mal.

## Veröffentlichung
In Deutschland wurde Der Songschreiber am 25. November 1985 auf Video veröffentlicht und am 27. August 1994 erstmals auf Sat.1 im Fernsehen gezeigt.

## Kritiken
Der Film wird von der Kritikerin Pauline Kael in ihrer Sammlung von Filmkritiken Hooked positiv besprochen. „Der silberbärtige Kristofferson, der einen eitlen, lässigen Sensualisten spielt, strahlt wie ein Lächeln; er hat sich nie wohler gefühlt; Rip Torn ist die Versicherung des Films gegen die Vornehmheit. Alles, was er sagt, klingt gemein und schmutzig, und selbst wenn man seine verschlungenen Worte nicht versteht, bringt er einen zum Lachen. Rhonda Dotson hat auch etwas von Teri Garrs manischer Wachsamkeit und Schlitzohrigkeit, aber in einer weicheren Form. Sie ist eine romantische Komödiantin von großer Gelassenheit. Richard C. Sarafian ist eine peitschende komische Bedrohung. Lesley Ann Warrens Gilda ist spektakulär. Als wir Gilda zum ersten Mal sehen, ist sie eine Sängerin ohne Selbstvertrauen und ohne Klasse; sie ist ein unglaublich schönes Mädchen in einem roten Kleid [aber] als Doc sie darauf vorbereitet, als Vorgruppe für Blackie aufzutreten, beginnt sie etwas über Geschmack und Musikalität zu lernen, und ihre Stimme blüht auf. Warren ist nicht nur eine der großen Schönheiten auf der Leinwand, sie kann auch singen“.
Roger Ebert gab dem Film 3 1⁄2 von 4 möglichen Sternen und sagte: „Der Songschreiber ist einer dieser Filme, die einem ans Herz wachsen. Er hat keine große Pointe zu bieten und ist nicht auf die Anforderungen der Handlung beschränkt. Es geht darum, Zeit mit ein paar Country-Musikern zu verbringen, die nicht viel verrückter sind als die meisten Country-Musiker und wahrscheinlich sogar netter als andere. Außerdem gibt es viel gute Musik“.